# Línguas semíticas meridionais
Semítico meridional é uma das três-macro-classificações da linguística semítica, juntamente com o semítico oriental (por exemplo, o acadiano) e o semítico ocidental (por exemplo, o árabe, o aramaico e o hebraico). O próprio semítico é considerado um ramo da família linguística afro-asiática, encontrada, como indica o próprio nome, na África (tanto na setentrional quanto na meridional) e na Ásia (sudoeste).
O semítico meridional, por sua vez, divide-se em dois principais ramos: o arábico meridional, falado na costa sul da península Arábica, e o semítico etiópico, encontrado do outro lado do mar Vermelho, no Chifre da África, principalmente nas atuais Etiópia e Eritreia. Os idiomas semíticos etiópicos têm o maior número de falantes atualmente; as principais línguas da Eritreia são o tigrínia e o tigré, línguas etiópicas setentrionais, enquanto o amárico (etiópico meridional) é a principal língua falada na Etiópia, juntamente com o tigrínia, que é falado na província setentrional de Tigré. As línguas arábicas meridionais definharam diante da expansão do árabe em si, mais dominante, ao longo de mais de um milênio. O Ethnologue lista seis membros atuais no ramo arábico meridional e 14 do ramo etiópico.
A "terra natal" das línguas semíticas meridionais é motivo de amplo debate, porém não se acredita mais que tenha sido o norte da Etiópia e a Eritreia, nem tampouco o sudoeste da península Arábica; a presença moderna histórica das línguas semíticas meridionais etiópicas (e da escrita etiópica) na África é tida como tendo sido ocasionada por uma migração de falantes do arábico meridional do Iêmen nos últimos milhares de anos - fazendo assim o caminho "inverso" do que teria sido feito pelo proto-semita, que foi levado originalmente da África para o Oriente Médio. Pesquisas mais antigas, como A. Murtonen (1967) e Lionel Bender (1997), que sugeriram que o semítico poderia ter se originado na Etiópia, foram desacreditadas por pesquisas mais recentes de pesquisadores que haviam apoiado inicialmente esta teoria.

## Lista

### Semíticas meridionais ocidentais
- Línguas arábicas meridionais antigas—possivelmente extintas, tidas anteriormente como as ancestrais linguísticas das atuais línguas semíticas arábicas meridionais, atualmente são classificadas como semíticas meridionais orientais
  - Língua sabeíta—extinta
  - Língua minéia—extinta
  - Língua catabanense—extinta
  - Língua hadramáutica—extinta
  - Lingua faifi - é possivel que descenda das línguas deste subgrupo[4]
  - Lingua razihi - é possivel que descenda das línguas deste subgrupo[4]
- Línguas etiópicas (etio-semíticas, semíticas etíopes):
  - Setentrionais
    - Língua ge'ez (etiópico) -- extinta, uso litúrgico nas igrejas ortodoxas etíope e eritreia e pelos Beta Israel. O tigrínia e o tigré são descendentes diretos do ge'ez.
    - Língua tigrínia
    - Língua tigré
    - Língua dahlik — "recém-descoberta" nas ilhas Dahlak, na costa da Eritreia.

  - Meridionais
    - Transversal
      - Amárico-Argobba
        - Língua amárica - idioma nacional da Etiópia
        - Língua argobba

      - Harari-Gurage Oriental
        - Língua harari
        - Gurage Oriental
          - Língua selti (também grafada silt'e)
          - Língua zway (também chamada de zay)
          - Língua ulbare
          - Língua wolane
          - Língua inneqor

      - Exterior
        - grupo-n:
          - Língua gafat—extinta
          - Língua soddo (também chamada de kistane)
          - Língua goggot

        - grupo-tt:
          - Língua mesmes - extinta
          - Língua muher
          - Língua gurage ocidental
            - Língua masqan (também grafada mesqan)
              - Gurage ocidental centro-periférico
                - Gurage central ocidental
                  - Língua ezha
                  - Língua chaha
                  - Língua gura
                  - Língua gumer

                - Gurage ocidental periférico:
                  - Língua gyeto
                  - Língua ennemor (também chamada de Inor)
                  - Língua endegen

### Semíticas meridionais orientais
Estas línguas são faladas principalmente por pequenas populações minoritárias na península Arábica (no Iêmen e no Omã).
- Língua bathari
- Língua harsusi
- Língua hobyot
- Língua jibbali (também chamada de shehri)
- Língua mehri
- Língua socotri - na ilha de Socotra, no Iêmen